# Líf et Lífþrasir

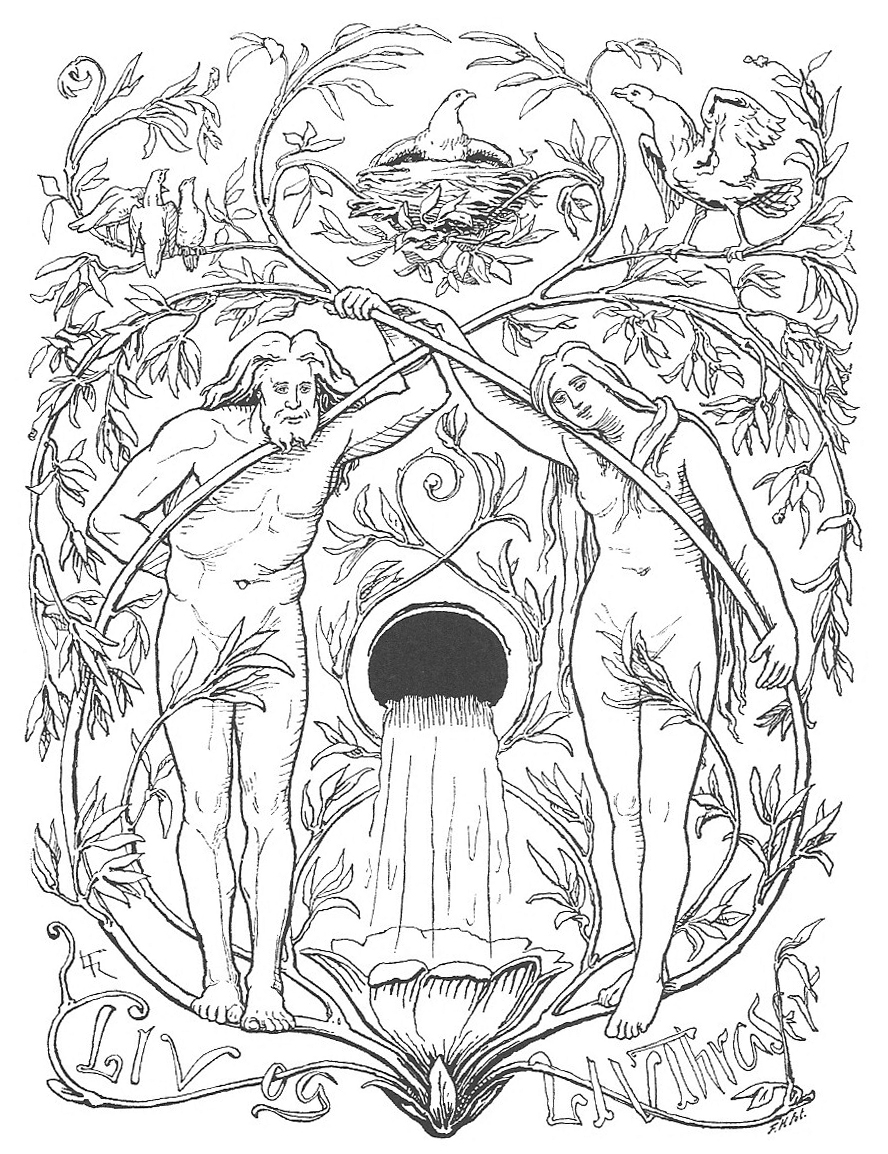
Líf et Lífþrasir

Dans la mythologie nordique, Líf (Vie) et Lífþrasir (« exubérance de vie », « ardent de vivre », « vie tenace », parfois aussi « désir de vie ») sont le dernier couple, respectivement femme et homme, survivants à la fin du monde prophétique, le Ragnarök.
Ils parviendront à se cacher dans le bois de Hóddmímir pour se protéger du Grand hiver et à échapper aux flammes de Surt. Le couple repeuplera le monde renaissant lorsque Baldr l'aura fait reverdir.
Líf est la femme et Lífþrasir est l'homme.